# Toshiki Ishikawa
Toshiki Ishikawa (japanisch 石川 俊輝 Ishikawa Toshiki; * 10. Juli 1991 in Iwatsuki (heute Saitama), Saitama) ist ein japanischer Fußballspieler.

## Karriere
Ishikawa erlernte das Fußballspielen in der Jugendmannschaft von Ōmiya Ardija und der Universitätsmannschaft der Tōyō-Universität. Seinen ersten Vertrag unterschrieb er 2014 bei Shonan Bellmare. Der Verein spielte in der zweithöchsten Liga des Landes, der J2 League. 2014 wurde er mit dem Verein Meister der J2 League und stieg in die J1 League auf. Am Ende der Saison 2016 stieg der Verein in die J2 League ab. 2017 wurde er mit dem Verein Meister der J2 League und stieg wieder in die J1 League auf. 2018 gewann er mit dem Verein den J.League Cup. Für den Verein absolvierte er 120 Ligaspiele. 2019 wechselte er zu seinem Jugendverein dem Zweitligisten Omiya Ardija. Die Saison 2022 spielt er auf Leihbasis beim Zweitligisten Ventforet Kofu. Am 15. Oktober 2022 stand er mit Kofu im Finale des japanischen Pokals, wo man im Elfmeterschießen den Erstligisten Sanfrecce Hiroshima besiegte. Für Ventforet bestritt er 28 Ligaspiele. Nach der Ausleihe kehrte er im Januar 2023 zu Ōmiya Ardija zurück. Am Ende der Saison 2023 belegte er mit Ōmiya Ardija den vorletzten Tabellenplatz und musste somit in die dritte Liga absteigen. Am Ende der Saison 2024 feierte er mit dem Verein die Drittligameisterschaft und den Aufstieg in die zweite Liga.

## Erfolge
Shonan Bellmare
- Japanischer Ligapokalsieger: 2018

Ventforet Kofu
- Japanischer Pokalsieger: 2022

Ōmiya Ardija
- Japanischer Drittligameister: 2024